# Mullomir
Mullomir (tadż Мулломир, w alfabecie łacińskim Mullamiris) – wieś w wilajecie sogdyjskim w Tadżykistanie